# Навальта, Нэнси
Нэнси Навальта (англ. Nancy Navalta; Пангасинан, Филиппины) — филиппинская легкоатлетка и тренер по легкой атлетике. Известна тем, что была перспективной спортсменкой национальной сборной благодаря своим достижениям в Паларонг Памбанса в 1990-х годах, однако её карьера закончилась в 1996 году, когда выяснилось, что она интерсекс.

## Ранний период жизни
Нэнси Навальта родилась в провинции Пангасинан. Является интерсекс-человеком, при рождении её пол определили как женский и она воспитывалась как девочка. Она помогала своей семье, зарабатывая деньги тяжелым физическим трудом, что по её словам послужило причиной её физического развития, что в свою очередь помогло ей стать спортсменкой.

## Карьера
Навальта начала свою спортивную карьеру в 18 лет. Она начала участвовать в Паларонг Памбанса, национальных играх для студентов-спортсменов на Филиппинах, в 1991 году. В соревнованиях 1991 года, проходившим в Илоило, Навальте не удалось выиграть ни одного состязания. С 1992 по 1994 год она начала устанавливать рекорды, после чего начали возникать вопросы о ее поле из-за её маскулинного телосложения.
Она была выбрана в делегацию Филиппин на Летние Олимпийские игры 1996 года в Атланте после того, как показала квалификационное время. Однако ее карьера закончилась после того, как в 1996 году она узнала о том, что является интерсекс-человеком.

## После завершения карьеры
Навальта получила степень по криминологии в Университете Лусона. Позже она стала тренером в Ла-Унионе и Пангасинане.

## В популярной культуре
Биография Навальты стала предметом эпизода Maalaala Mo Kaya ABS-CBN, выпущенного в 2004 году.
В 2011 году ее биография была представлена в документальной программе «Tunay na Buhay» на GMA.